# Boualem Sansal
Boualem Sansal (in arabo بوعلام صنصال‎?) (Theniet El Had, 15 ottobre 1949) è uno scrittore algerino, attivo nella condanna del Fondamentalismo islamico dal 1992, anno della morte del politico Mohamed Boudiaf (uno dei fondatori del Fronte di Liberazione Nazionale), e dal crescere delle persecuzioni.
Censurato in Algeria a causa della sua posizione molto critica nei confronti del potere in carica, ha pubblicato le sue opere in altri paesi. È vincitore di numerosi premi letterari, tra cui nel 2015 il Grand Prix du roman de l'Académie française per il suo romanzo 2084: La fine del mondo.

## Biografia
Sansal è nato nel 1949 a Theniet El Had, un piccolo villaggio sui monti Ouarsenis.
Sebbene sia stato vittima lui stesso di persecuzioni, soprattutto dopo la pubblicazione dei suoi libri, è tuttavia deciso a continuare a vivere in Algeria. Scrive in francese e in Francia ha trovato il successo letterario e la consacrazione internazionale.. Nel 2012 gli stava per essere conferito il Prix du Roman Arabe che gli è stato revocato dopo la sua partecipazione al Festival degli scrittori di Gerusalemme; Avigdor Lieberman, Ministro degli Esteri israeliano, chiese che la comunità internazionale si esprimesse contro tale boicottaggio, mentre un portavoce del Prix dichiarò che la loro decisione non era stata influenzata da Hamas.
Dal suo primo romanzo, Le serment des barbares (pubblicato nel 1999 da Gallimard), è stato tratto un film.

### Arresto nel 2024

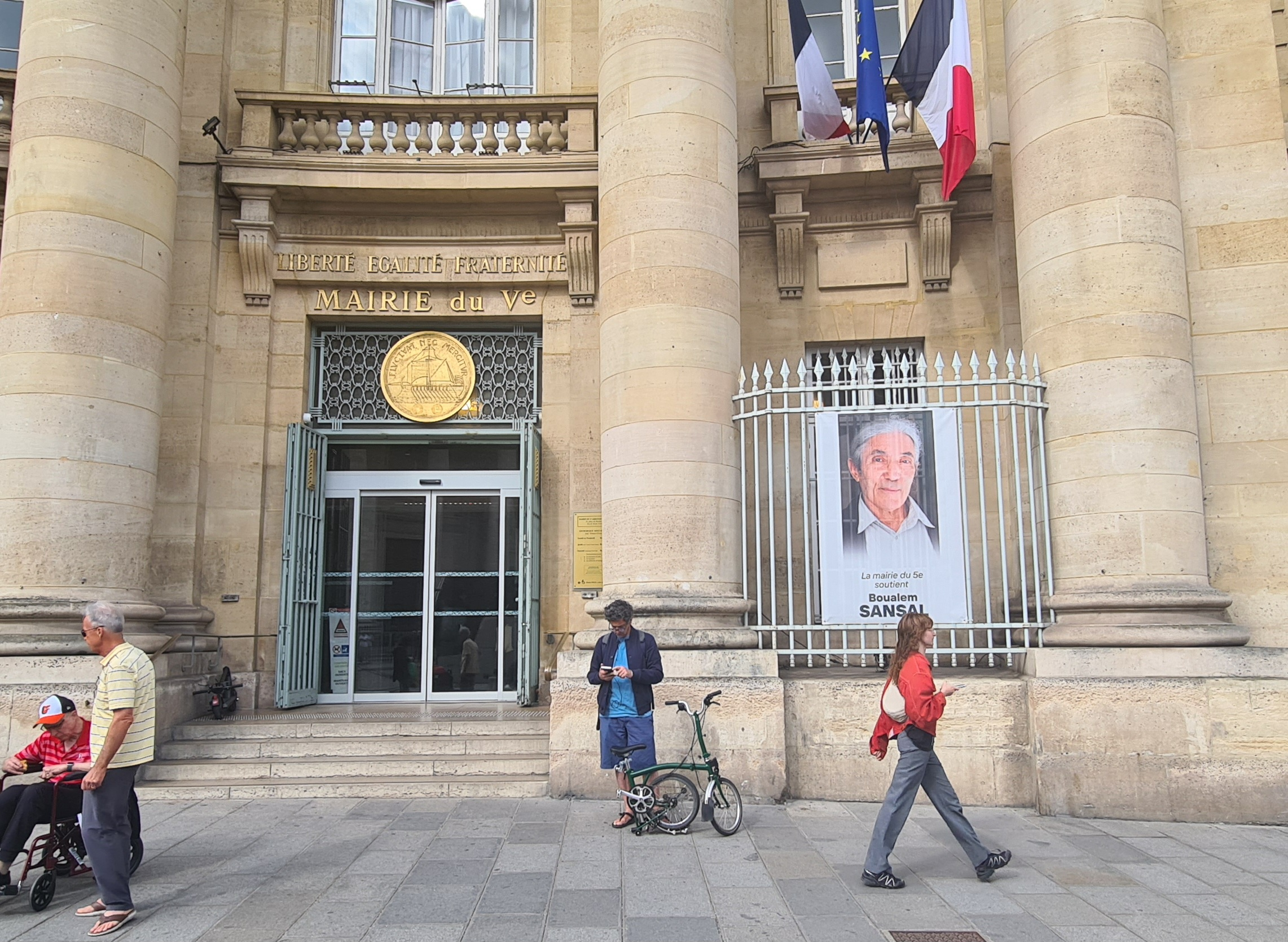
Sostegno a Boualem Sansal a Parigi (giugno 2025).

Ha ottenuto la cittadinanza francese nel 2024. Secondo il suo amico Xavier Driencourt, cercò poi di "stabilirsi in Francia"  dove è ricoverata la moglie.
Il 21 novembre 2024, la rivista Marianne ha rivelato che, arrivato ad Algeri il 16 novembre,  Sansal è stato arrestato dalla polizia algerina e preso in custodia. Contro di lui è stato aperto un procedimento penale, con il rischio di una condanna per “attentato all’unità nazionale". L'arresto sarebbe collegato alle recenti dichiarazioni fatte ai media Frontières: «Quando la Francia colonizzò l'Algeria, tutta la parte occidentale dell'Algeria faceva parte del Marocco: Tlemcen, Orano e persino il Mascara. Tutta questa regione faceva parte del regno».
Il 27 marzo 2025, Sansal è stato condannato a cinque anni di prigione e a una multa di 500.000 dinari (circa 3.730 dollari USA).

## Vita privata
È sposato con Naziha, un'insegnante di matematica a Boumerdès, costretta a dimettersi. Gravemente malata, nel 2024 è curata in Francia.

## Posizioni politiche
Dal 6 all'8 ottobre 2012, Boualem Sansal e lo scrittore israeliano David Grossman si sono incontrati a Strasburgo, con il sostegno del Centro Nord-Sud del Consiglio d'Europa, e hanno lanciato l'"Appello di Strasburgo per la pace" nel quadro del 1° Forum mondiale per la democrazia organizzato dal Consiglio d'Europa. Da allora quasi 200 scrittori provenienti dai cinque continenti hanno firmato l'appello e si sono impegnati a promuovere la pace e la democrazia in tutto il mondo.
Sansal è noto per le sue critiche a tutte le forme di religione, e all'Islam in particolare:
Mette regolarmente in guardia contro la diffusione dell'islamismo, in particolare in Francia. Alla Fondazione Varenne, il 13 dicembre 2016, ha dichiarato:
Ha anche scritto: «È meglio mantenere la verità in silenzio»; così come: «Dio appartiene a coloro che si appropriano del suo messaggio». E, in 2084: la fine del mondo: «La religione può farci amare Dio, ma niente è più forte di essa per far sì che le persone odino l'uomo e odino l'umanità».
Sansal è molto critico nei confronti dei poteri:
«Bouteflika è un autocrate della peggior specie [...] Eppure è lui che le grandi democrazie occidentali sostengono e la Francia di Sarkozy alla loro testa». E aggiunge: «Penso spesso all'esilio, ma dove, con Bush, con Sarkozy? Sostituire una disgrazia con un'altra non è quella che chiamereste una buona decisione».
E, in Dis-moi le paradis, attacca anche la "stupidità sovrana":
«Poi sono arrivate le guerre, tutte le guerre, i movimenti di popolazione, gli olocausti, le carestie, le dichiarazioni solenni, il giubilo che porta alla menzogna, le lunghe attese in allerta, poi sono riprese le guerre, le spaccature di ferro, gli odi antichi risuscitati, gli esili, gli esodi, e ancora le parole che fanno male, le parole che uccidono, le parole che negano. Ma sempre, immutata nella guerra o nella pace dell'intermezzo, marciando in testa, discutendo a perdita d'occhio, pontificando e grossolanamente: la stupidità sovrana».
Nel dicembre 2023 ha firmato il controverso editoriale Don't erase Gérard Depardieu volto in particolare a difendere la presunzione di innocenza di Gérard Depardieu, allora accusato di stupro, aggressione sessuale e molestie sessuali.

## Opere principali
- Le serment des barbares, 1999.
- L'Enfant fou de l'arbre creux, 2000.
- La Voix, 2001.
- Dis-moi le paradis, 2003.
- La Femme sans nom, 2004.
- Harraga, 2005.
- Poste restante, 2006.
- Petit éloge de la mémoire. Quatre mille et une années de nostalgie, 2007.
- C'était quoi, la France, 2007.
- Le Village de l'Allemand ou le Journal des frères Schiller, 2008; trad. it. Margherita Botto, Il villaggio del tedesco, ovvero Il diario dei fratelli Schiller, Torino, Einaudi, 2009. ISBN 978-88-06-19565-6.
- Rue Darwin, 2011.
- Gouverner au nom d'Allah, 2013; trad. it. Margherita Botto, Nel nome di Allah. Origine e storia del totalitarismo islamista, Vicenza, Neri Pozza, 2018.
- 2084: la fin du monde, 2015; trad. it. Margherita Botto, 2084. La fine del mondo, Vicenza, Neri Pozza, 2016. ISBN 978-88-545-1223-8.
- Romans 1999-2011, prefazione di Jean-Marie Laclavetine, Quarto, Gallimard, 2015.
- Le train d'Erlingen, Gallimard, 2018; trad. it. Alberto Folin, Il treno di Erlingen, Vicenza, Neri Pozza, 2021.
- Lettre d’amitié, de respect et de mise en garde aux peuples et aux nations de la terre, 2021.